# Majhaura
Majhaura – gaun wikas samiti we wschodniej części Nepalu w strefie Sagarmatha w dystrykcie Siraha. Według nepalskiego spisu powszechnego z 2001 roku liczył on 782 gospodarstw domowych i 4820 mieszkańców (2293 kobiet i 2527 mężczyzn).